# Beaworthy
Beaworthy är en ort och civil parish i Storbritannien.   Den ligger i grevskapet Devon och riksdelen England, i den södra delen av landet, 300 km väster om huvudstaden London. Beaworthy ligger 192 meter över havet och antalet invånare är 236.
Terrängen runt Beaworthy är platt. Runt Beaworthy är det ganska glesbefolkat, med 43 invånare per kvadratkilometer. Närmaste större samhälle är Launceston, 19,6 km sydväst om Beaworthy. Trakten runt Beaworthy består i huvudsak av gräsmarker.